# Xie He
Xie He (traditioneel Chinees: 謝赫, fl. 5e eeuw) was een Chinees kunstschilder, kunsthistoricus en criticus uit de Liu Song-periode (420-479) en de Zuidelijke Qi (479-502). In zijn publicaties becommentarieerde Xie de werken van oude meesters en benadrukte hij het nut van de schilderkunst. Hij was van mening dat ze zowel morele als politieke doelen dient.

## Zes principes van de Chinese schilderkunst
Rond 550 werd Xie He's Verslag van de classificatie van oude schilderwerken (古畫品錄, pinyin: Gǔhuà Pǐnlù) gepubliceerd. In het voorwoord noemde Xie de 'Zes principes van de Chinese schilderkunst' (繪畫六法, pinyin: Huìhuà Liùfǎ). Hij beschreef ze als "zes aandachtspunten bij het beoordelen van een schilderwerk". De zes principes zijn:
1. 'Resonantie van de geest', ofwel de vitaliteit van een werk. Volgens Xie heeft een werk zonder voelbare stroom van energie geen enkele waarde.
2. 'Beendermethode', ofwel de manier waarop het penseel is gebruikt. Niet alleen de textuur en de penseelstreek wordt beoordeeld, maar ook het nauwe verband tussen het handschrift en de persoonlijkheid van de kunstenaar. In zijn tijd werden kalligrafie en schilderen als behorend tot dezelfde kunst beschouwd.
3. 'Overeenstemming met het object'. Hierbij wordt beoordeeld of het object op de correcte wijze is weergegeven. Hierbij worden ook de gebruikte vormen en lijnen getoetst.
4. 'Geschiktheid naar type', ofwel de juiste toepassing van kleur, hoeveelheid inkt of pigment en de gebruikte tint.
5. 'Verdeling en ontwerp', ofwel de opzet van een schilderwerk. Hierbij wordt de compositie, ruimtelijkheid en diepte van een werk beoordeeld.
6. 'Overdracht door kopiëren', ofwel de vaardigheid van het kopiëren van een model of een antiek werk.

Hoewel de Chinese schilderkunst en haar maatstaven zich bleven ontwikkelen, weerspiegelen Xies zes principes nog steeds de Chinese kijk op de schilderkunst. Ze werden nog lange tijd door sinologen vertaald en door kunstenaars geraadpleegd. De interpretatie van de regels kon echter per periode en zelfs per kunstenaar variëren.